# 芒廷維尤 (喬治亞州)
芒廷維尤（英語：Mountain View）是位於美國喬治亞州克萊頓縣的一個非建制地區。該地的面積和人口皆未知。

## 地理
芒廷維尤的座標為33°38′30″N 84°23′25″W / 33.64167°N 84.39028°W，而該地的平均海拔高度為304米（即997英尺）。